# Coniopternium
Coniopternium és un gènere extint de mamífers litopterns de la família dels macrauquènids que visqueren a Sud-amèrica des de l'Oligocè inferior fins al Miocè inferior, fa entre 21 i 29 milions d'anys. Se n'han trobat restes fòssils a l'Argentina, Bolívia i el Perú. Fou descrit a partir d'un calcani, tres astràgals i quatre falanges. Juntament amb Pternoconius, és considerat el gènere més primitiu de la subfamília (parafilètica) dels cramauquenins. El nom genèric Coniopternium significa ‘turmellet cònic’ i es refereix a la forma esvelta del calcani.